# Gammelskog

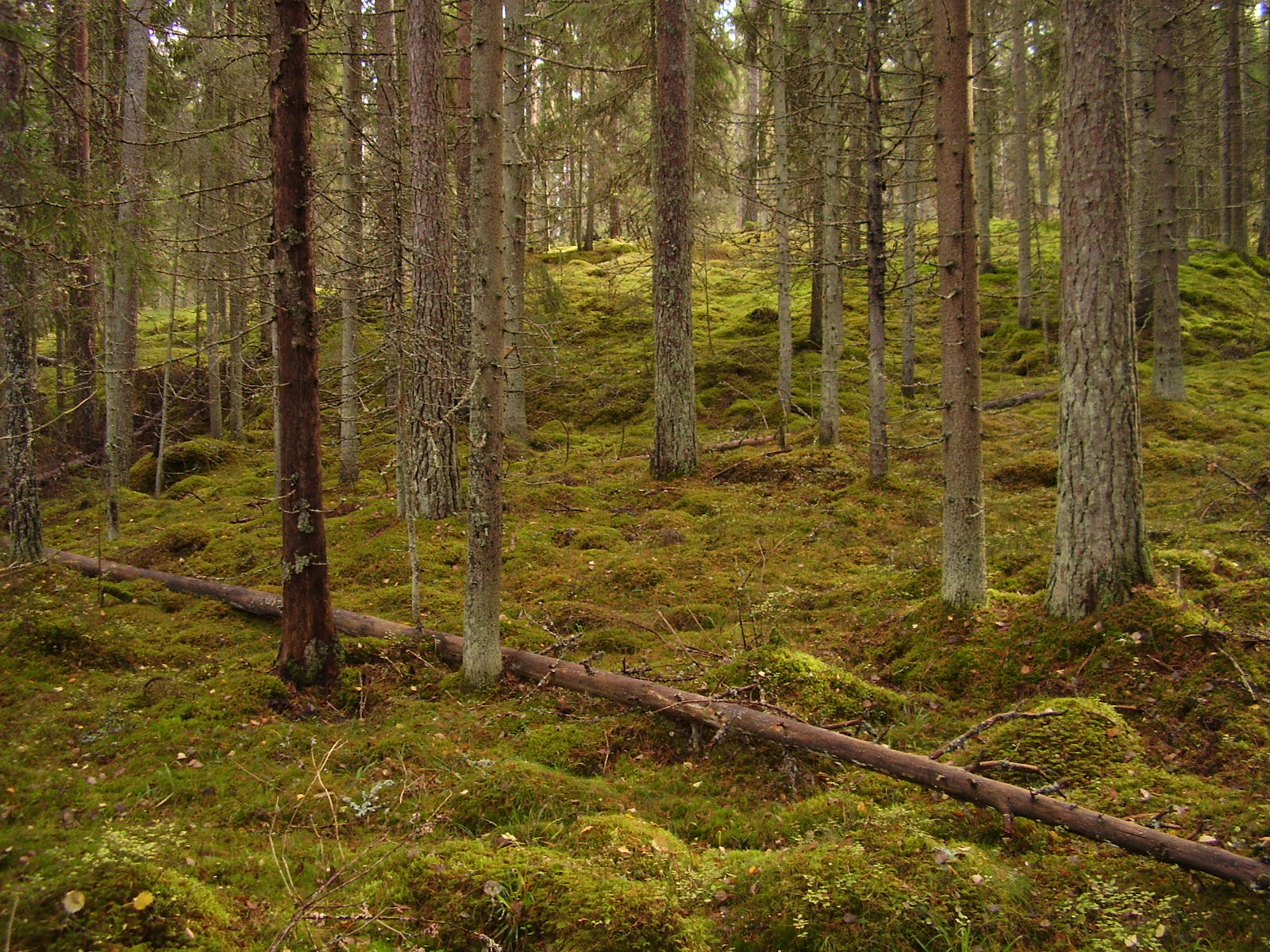
Gammelskogen Pyssynkangas i Urdiala i Birkaland, Finland

Gammelskog är skog som är äldre än 120−140 år. Sådana skogars andel av skogslandskapets areal är avgörande för många arters möjligheter att överleva. Arealerna med gammelskog har minskat kraftigt i norra Sverige under 1900-talet. Utvecklingen har också gjort att de områden med gammelskog som finns kvar har splittrats i enskilda bestånd som blivit mer och mer isolerade från varandra. Framför allt är det arter med begränsad spridningsförmåga som hotas när gammelskogen på detta sätt fragmenteras.
I landets norra delar, framför allt i gränstrakterna mot fjällvärlden, finns fortfarande många områden med mer än 10 procent gammelskog, men i södra Sverige kan mindre än 2 procent av skogen räknas som gammal. Skogarna i södra Sverige började påverkas vid introduktionen av jordbruket för ca 6000 år sedan. Under yngre järnåldern för ca 2000 år sedan var vissa områden helt skoglösa och ersatta av ljunghedar. Vid 1800-talets slut var stora delar av södra Sverige mer eller mindre öppet och aralen gammelskog var mycket liten. Arealen gammal skog äldre än 160 år har i södra Sverige under de senaste 100 åren[när?] tredubblats medan den i norra Sverige ökar sedan mitten av 1990-talet.
Förutom att gammelskog är nödvändig för många arter, visar forskning att gammelskog är en viktig kolsänka och att den därmed bidrar till att motverka klimatförändringarna.

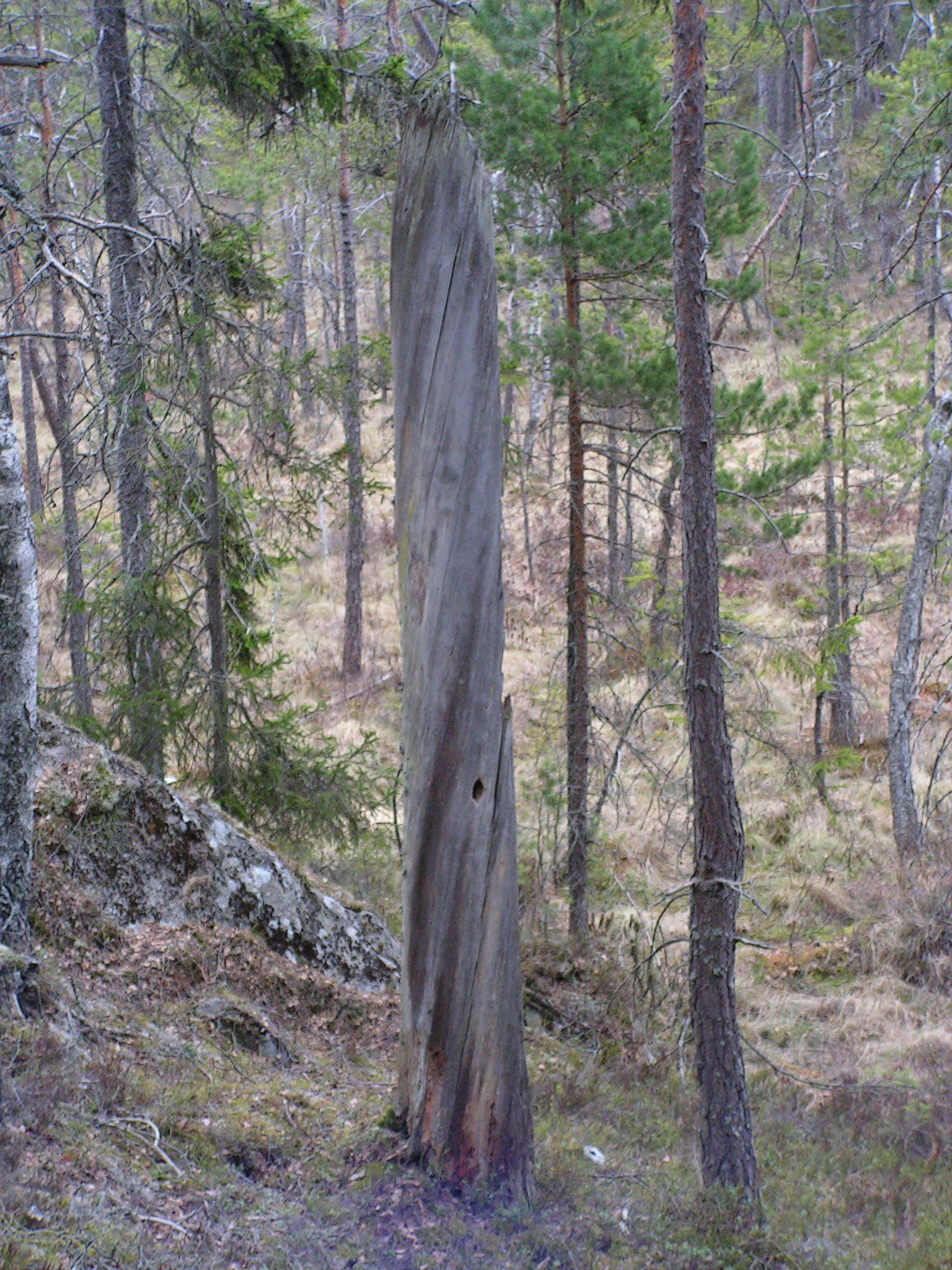
Gammelskog i Tyresta nationalpark sydost om Stockholm, Sverige

Mellan 50 och 70 procent av det kol som lagras i skogar kan härledas till rotsystemen. Äldre skogar domineras av långsamväxande arter som lagrar mer kol i jorden, till skillnad från nya skogar som snarare lagrar kol ovanför marken. Riskerna med gammelskog är att den är känslig för stormar, insektsangrepp och bränder som på kort tid kan ödelägga stora arealer. Exempel på sådan ödeläggelse kan ses i Kanada under åren efter 2000. I södra Sverige har grandominerade naturreservat fått stora granbarkborreangrepp efter torråret 2018. Åldern på skogen sjunker därmed dramatiskt medan den fortfarande räknas som gammelskog. Avgången av koldioxid till atmosfären i föryngrade gammelskogar är den samma som om skogen hade avverkats.

## Definitioner
Gammelskog är skog som har rikligt med gamla träd, oftast äldre än 150 år. Definitionerna varierar dock, liksom sättet att beräkna. Det som gör begreppet lätt att använda är att det utgår från ålder, som är lätt att mäta, istället för orördhet, som blir en bedömningsfråga eftersom den är svår att mäta.
Åldern räknas på beståndets genomsnittsålder och värdet 150 år gäller nordliga skogar. I södra Sverige sätts gränsen istället vid 130 år.
I Norge definieras gammelskog som ”naturliga, gamla skogar, men även yngre stadier som utvecklats naturligt efter brand”. Karakteristiskt för den senare sortens gammelskog är att de befinner sig i sena successionsstadier, med liten mänsklig påverkan, stor variation i trädens ålder, skiktad skog och ett stabilt mikroklimat.
Gammelskog är ett uttryck för skogens biologiska utveckling och även i Norge finns åldersgränser för olika trädslag och boniteter. För tall på mark med låg bonitet gäller 180 år, för gran- och lövskog på bördig mark 120 år.
När Skogsstyrelsen beskriver olika biotoper är det ”barrnaturskog” som kommer närmast begreppet gammelskog. Andra biotoptyper som kan sammanfalla med gammelskogen är kalkbarrskog, sandbarrskog, tallsumpskog, gransumpskog och åsgranskog.

## Fragmentering av gammelskog
Gammelskogens andel av arealen skog kan användas som ett mått på livsvillkoren för arter som är knutna till gammelskog. En andel av ungefär 50 procent anses av Naturvårdsverket utgöra en gräns för när biotoper börjar bli fragmenterade. Många arter av däggdjur och fågel har ett minimibehov av 10−30 procent gammelskog för att trivas.
Skogsforskningen på tidigt 1900-tal och ett antal decennier framåt rekommenderade att gamla skadade träd skulle tas bort för att inte ”smitta” frisk skog. ”Städivern” levde kvar till 1990-talet och ledde till att fragmenteringen av gammelskog ökade. 

### Fotnoter
1. 1 2  ”Hur gammal är en gammelskog”. skogen.se. Skogen – utveckla ditt skogsbruk. http://www.skogen.se/nyheter/hur-gammal-ar-en-gammelskog. Läst 11 juni 2015.
2. 1 2 3 4  Ola Inghe. ”Gammelskog”. Naturvårdsverkets hemsida. Naturvårdsverket. Arkiverad från originalet den 13 juni 2015. https://web.archive.org/web/20150613102930/http://www.naturvardsverket.se/Stod-i-miljoarbetet/Vagledningar/Miljoovervakning/Bedomningsgrunder/Skogslandskap/Gammelskog/. Läst 11 juni 2015.
3. ↑  ”Frågor och svar om gammelskog”. skyddaskogen.se. Skydda Skogen. Arkiverad från originalet den 17 april 2017. https://web.archive.org/web/20170417155143/http://www.skyddaskogen.se/sv/fragor2. Läst 17 april 2017.
4. ↑  Gammelskogen är en viktig kolsänka Naturskyddsföreningen
5. ↑  K. E. Clemmensen, A. Bahr, O. Ovaskainen, A. Dahlberg, A. Ekblad, H. Wallander, J. Stenlid, R. D. Finlay, D. A. Wardle, B. D. Lindahl (29 mars 2013). ”Roots and Associated Fungi Drive Long-Term Carbon Sequestration in Boreal Forest”. Science: Vol. 339 no. 6127 pp. 1615-1618. http://www.sciencemag.org/content/339/6127/1615.short. Läst 13 november 2014.
6. ↑  Micael Jonsson and David A. Wardle (Biology Letters 2009). ”Structural equation modelling reveals plant-community drivers of carbon storage in boreal forest ecosystems”. Arkiverad från originalet den 4 mars 2016. https://web.archive.org/web/20160304211800/http://rsbl.royalsocietypublishing.org/content/early/2009/09/14/rsbl.2009.0613.full. Läst 13 november 2014.
7. ↑  Olle Ollerstam. ”Gammelskog”. Nationalencyklopedin. Bokförlaget Bra böcker AB, Höganäs. http://www.ne.se/uppslagsverk/encyklopedi/l%C3%A5ng/gammelskog. Läst 11 juni 2015.
8. 1 2  Berg 2013, s. 23.
9. 1 2 3  Berg 2013, s. 24.